# Мадона деле Грације (Перуђа)
Мадона деле Грације је насеље у Италији у округу Перуђа, региону Умбрија.
Према процени из 2011. у насељу је живело 1 становника. Насеље се налази на надморској висини од 650 м.